# اكينان (أڭينان)
اكينان هي إحدى مشيخات المملكة المغربية، تتبع جغرافيا لإقليم طاطا وإداريًا لأڭينان. يقدر عدد سكانها بـ 1126 نسمة حسب الإحصاء الرسمي للسكان والسكنى لسنة 2004.